# Felice Brancacci
Felice Brancacci (1382 – 1440 circa) è stato un politico italiano e ricco mercante fiorentino della seta.

## Biografia
In seguito al declino del commercio della lana, la ricchezza del mercante di sete Felice Brancacci crebbe rapidamente, fino a diventare uno dei protagonisti della vita politica ed economica della Firenze. Fu un diplomatico per la Repubblica Fiorentina e in questa qualità ebbe incarichi come quello di "console del mare" e priore della Signoria. Nel 1406 vinse una giostra in piazza Santa Croce durante i festeggiamenti della vittoria su Pisa. Fu quindi commissario dell'esercito fiorentino durante la guerra contro il Ducato di Milano. Felice era un sostenitore di papa Martino V e aveva importanti amicizie nel clero, come il cardinale Branda da Castiglione, il maestro generale dei domenicani Leonardo Dati e lo stesso papa Eugenio IV.
Nel 1422 fu incaricato, con Carlo Federighi, di portare un'ambasceria alla corte del sovrano d'Egitto per tendere nuovi rapporti commerciali tra la propria città e l'Oriente e nell'iniziativa fu aiutato dall'amicizia dei più eminenti fiorentini dell'epoca. L'ambasceria, di cui esiste un resoconto scritto dallo stesso Brancacci, fu un totale successo, tanto che ottenne dal sultano la circolazione del fiorino d'oro nelle piazze mercantili dello stato musulmano. Nel testamento redatto prima di partire per l'Egitto non vi è alcuna menzione a una cappella di famiglia. 
Alcune prove indicano che Felice Brancacci, reggente un'importante carica nell'amministrazione fiscale della città, fosse spesso in urgente bisogno di denaro e forse tradì la fiducia riposta in lui.
Verso il 1423 commissionò a Masolino da Panicale la Cappella Brancacci in Santa Maria del Carmine (Firenze) (avuta in eredità da suo zio), dove lavorò anche il suo collaboratore Masaccio (creando una delle opere più significative del passaggio dall'arte tardogotica al Rinascimento). Il tema era quello delle storie di san Pietro, protettore della famiglia Brancacci. I lavori iniziarono probabilmente alla fine del 1424 e proseguirono forse fino al 1427-1428 quando Masaccio lasciò Firenze per Roma. La provenienza forse non del tutto lecita dei fondi potrebbe essere la spiegazione della totale mancanza di documentazione sulla cappella, né riguardo ad un contratto o ad una donazione alla chiesa, né riguardo ai pagamenti agli artisti.
Nel maggio del 1431 sposò Lena, figlia di Palla Strozzi; un matrimonio che lo proiettò ancor di più al centro della vita politica fiorentina, schierato nel partito del potente suocero.
Nel 1433, alcune potenti famiglie fiorentine, fra le quali gli Strozzi, prima imprigionarono e poi esiliarono a Padova e a Venezia Cosimo de' Medici. Quando Cosimo rientrò trionfalmente a Firenze nel 1434, Felice Brancacci fu dichiarato nemico della Repubblica ed esiliato a sua volta nel 1436. Nel 1458 Cosimo il Vecchio applicò ai suoi nemici esiliati una più dura "damnatio memoriae", cancellando ogni segno della casata dei Brancacci, anche dalla cappella nel Carmine, che venne riusata come luogo di culto mariano, trasferendovi una venerata maestà bizantina, la Madonna del Popolo (1268) e rintitolando la cappella.
La Cappella rimase così incompiuta, come testimonia il suo testamento (1432) e solo verso il 1480 la decorazione poté essere terminata da Filippino Lippi.